# Luzia Hartsuyker-Curjel

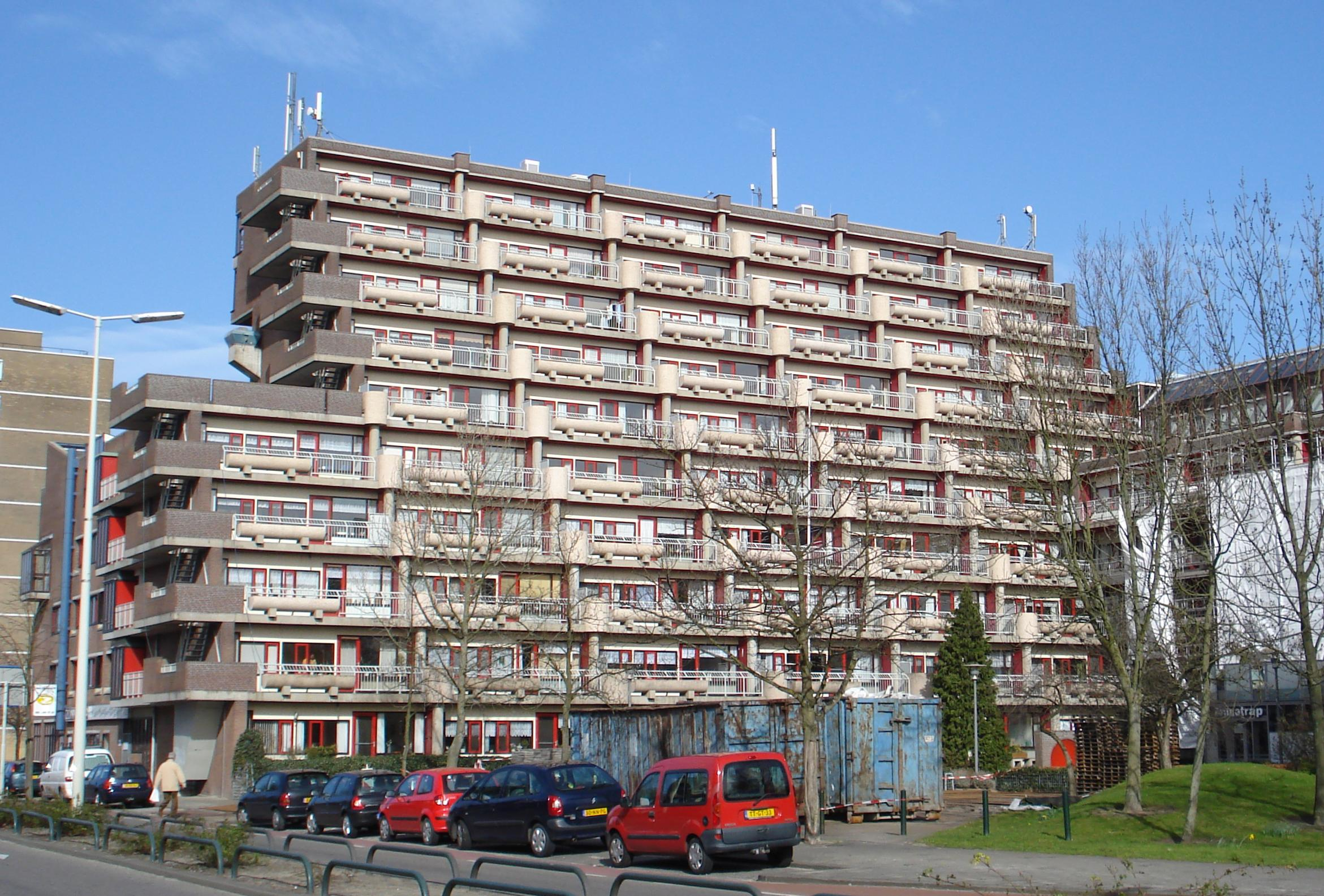
De Zonnetrap in Rotterdam, 1980

Luzia Hartsuyker-Curjel (Karlsruhe, 15 februari 1926 - Laren (NH), 17 april 2011) was een Nederlandse architecte van Duitse herkomst, die bekend werd door haar vernieuwende ideeën en gedurfde ontwerpen in samenwerking met haar echtgenoot, de Nederlands-Italiaanse architect Enrico Hartsuyker (Genua, 23 februari 1925 - Laren (NH), 15 januari 2013).

## Leven en werk
Luzia Curjel werd geboren in Duitsland, maar omdat haar vader Joods was, week het gezin in de jaren dertig uit naar Zwitserland. Tijdens haar architectuurstudie aan de Eidgenössische Technische Hochschule in Zürich leerde ze Enrico (Hendrik) Hartsuyker kennen. Hun mentor was de architectuurhistoricus Sigfried Giedion, wiens ideeën grote invloed uitoefenden op het paar, dat in 1951 trouwde.
In 1953 verhuisden ze naar Nederland, waar ze woningbouwopdrachten kregen in onder meer Amsterdam en Arnhem. In 1960 richtten ze hun eigen architectenbureau op, dat sinds 1981 de officiële naam Hartsuyker Architecten B.V. droeg. Tot hun bekendste ontwerpen behoren de nooit gerealiseerde, biologisch verantwoorde stad Biopolis die bij Scheveningen had moeten verrijzen, de atriumwoningen in Amsterdam-Buitenveldert, het woon-werk gebouw Woondok in Rotterdam en het seniorencentrum Zonnetrap in Rotterdam-Lombardijen. Tevens ontwikkelden zij nieuwe vormen van woontypologie, zoals "rondloopwoningen" en de patiowoningen in Amsterdam-Buitenveldert met een open middenruimte, kleine niveauverschillen en verticale ruimtelijke werking.
Het echtpaar Hartsuyker-Curjel streefde naar het zo veel mogelijk integreren van verschillende functies in een gebouw. Dit concept was in de jaren zestig radicaal en vernieuwend, omdat gebouwen toen nog specifiek voor één functie werden ontworpen. Een voorbeeld van hun werkwijze is het seniorencentrum Zonnetrap te Rotterdam. Het werd niet alleen ontworpen voor de huisvesting van senioren, maar er was ook plaats voor winkels, kleine bedrijven en ateliers. Daardoor ontstond een stedelijke dynamiek in dit gebouwencomplex, dat een ontmoetingsplek moest worden voor zowel de eigen bewoners als de buurtbewoners. Dit concept is succesvol tot op de huidige dag.
In de jaren tachtig ontwierp Luzia Hartsuyker-Curjel "vrouwvriendelijke" woningen, die gebouwd zijn in Amsterdam, Apeldoorn en IJsselstein. Zij kenmerken zich door onderling gelijkwaardige ruimtes in plaats van de traditionele hiërarchische indeling.
Luzia Hartsuyker-Curjel stierf op 17 april 2011 op 85-jarige leeftijd in het Rosa Spier Huis te Laren. Enrico Hartsuyker overleed daar op 15 januari 2013.
Het archief van het echtpaar bevindt zich sinds 2002 in de collectie van Het Nieuwe Instituut, voorheen het Nederlands Architectuurinstituut.